# Sportski stadion Accra
Sportski stadion Accra je višenamjenski stadion u Accri, glavnom gradu Gane. Stadion se većinom koristi za nogometne utakmice te ima kapacitet od 40.000 sjedećih mjesta. Sportski stadion Accra je domaćin nogometnim klubovima Hearts of Oak i Great Olympics dok reprezentacija Gane tamo igra neke utakmice.
Stadion je izvorno poznat kao Sportski stadion Accra a 2004. je preimenovan u Ohene Djan po prvome ganskome ministru sporta. Samo preimenovanje stadiona bilo je dosta kontroverzno, posebice za narod Ga koji je smatrao da je stadion trebao dobiti ime po nekome uglednom članu njihovog naroda jer se nalazi u središtu Accre. Ipak, danas mnogi stadion nazivaju Nacionalni stadion dok mu je u rujnu 2010. vraćeno izvorno ime Sportski stadion Accra.
Na stadionu se 1978. igralo finale Afričkog Kupa nacija dok se na Afričkom Kupu nacija 2000. koje je održano u Gani i Nigeriji, na stadionu odigralo devet utakmica. Za potrebe Kupa nacija 2008. cijeli stadion obnovljen, nadograđen i moderniziran prema FIFA standardima. Renoviranje je dovršeno u listopadu 2007.

## Tragedija iz 9. svibnja 2001.
Dana 9. svibnja 2001. na stadionu Ohene Djan odigrana je utakmica između jakih ganskih klubova Hearts of Oak i Asante Kotoko SC. Budući da je Hearts of Oak poražen rezultatom 1:2 došlo je do divljanja domaćih navijača i bacanja predmeta na travnjak. Policija je na to odgovorila bacanjem suzavca zbog čega je do stampeda u kojem je poginulo 127 navijača koji su izgaženi do smrti. Neka od izlaznih vrata bila su zaključana te je šest policijaca optuženo za ubojstvo iz nehaja.

## Vanjske poveznice
- Ghana-pedia.org  Arhivirana inačica izvorne stranice od 26. srpnja 2011. (Wayback Machine)